# خرمالو (سرده)
خرمندی (نام علمی: Diospyros) نام یک سرده از تیره خرمالوئیان است.